# Brookfield (Wisconsin)
Brookfield è un comune degli Stati Uniti d'America, situato nel Wisconsin, nella contea di Waukesha.